# سمكة العظم
سمكة العظم (الاسم العلمي: Albula)، جنس قديم من الأسماك ينتمي إلى فصيلة الأسماك العظمية. يعيش أفراد هذا الجنس المياه الساحلية الدافئة في جميع أنحاء العالم.
يشتمل هذا الجنس على العديد من الأنواع التي يشار إليها شعبيًا باسم الأسماك العظمية، والتي تعد مكونات حيوية لكل من مصائد الأسماك الكفافية وصناعات صيد الأسماك الترفيهية في جميع أنحاء العالم؛ وقد أدى هذا، بالتزامن مع تدمير موائل تكاثرها، إلى انخفاض أعداد الكثير من أنواعها.